# Prix Alain-Grandbois
Pour un article plus général, voir Académie des lettres du Québec.
Pour les articles homonymes, voir Grandbois.
Le prix Alain-Grandbois est un prix littéraire québécois décerné chaque année à un auteur pour un recueil de poésie qui est jugé de très grande qualité par un jury formé de trois membres de l'Académie des lettres du Québec. Il est nommé en l'honneur d'Alain Grandbois, écrivain et membre fondateur de l'Académie.

## Liste des lauréats
- 1988 - Pierre Morency, Effets personnels[1]
- 1989 - Jean Royer, Poèmes d'amour[1]
- 1990 - Juan Garcia, Corps du gloire[1]
- 1991 - Jacques Brault, Il n'y a plus de chemin[1]
- 1992 - Monique Bosco, Miserere[1]
- 1993 - Anne Hébert, Le jour n'a d'égal que la nuit[1]
- 1994 - Gilbert Langevin, Le Cercle ouvert[1]
- 1995 - Rachel Leclerc, Rabatteurs d'étoiles[1]
- 1996 - Hélène Dorion, Sans bord, sans bout du monde[1]
- 1997 - Claude Beausoleil, Grand hôtel des étrangers[1]
- 1998 - Paul Chanel Malenfant, Fleuves[1]
- 1999 - Hugues Corriveau, Le Livre du frère[1]
- 2000 - Normand de Bellefeuille, La Marche de l'aveugle sans son chien[1]
- 2001 - Martine Audet, Les Tables
- 2002 - Michel Beaulieu, Trivialités
- 2003 - Danielle Fournier, Poèmes perdus en Hongrie
- 2004 - Jean-Philippe Bergeron, Visages de l'affolement
- 2005 - Robert Melançon,  Le Paradis des apparences
- 2006 - Fernand Ouellette, L'Inoubliable
- 2007 - François Charron, Ce qui nous abandonne
- 2008 - Nathalie Stephens, ...s'arrête? Je
- 2009 - Monique Deland, Miniatures, balles perdues et autres désordres
- 2010 - Paul Bélanger, Répit
- 2011 - Carole David, Manuel de poétique à l'intention des jeunes filles
- 2012 - Antoine Boisclair, Le Bruissement des possibles
- 2013 - René Lapierre, Pour les désespérés seulement
- 2014 - Michaël Trahan, Nœud coulant
- 2015 - André Roy, La Très Grande Solitude de l'écrivain pragois Franz Kafka
- 2016 - Rosalie Lessard, L'Observatoire
- 2017 - Marie-Célie Agnant, Femmes des terres brûlées
- 2018 - Catherine Lalonde, La Dévoration des fées
- 2019 - Catherine Harton, Les ordres de la nuit
- 2020 - Jean-Marc Desgent,Misère et dialogue des bêtes[2]
- 2021 - Tania Langlais, Pendant que Perceval tombait [3]
- 2022 - Camille Readman Prud’homme, Quand je ne dis rien je pense encore[4]
- 2023 - Joël Pourbaix, Nuit noire[5]
- 2024 - Vincent Lambert, La troisième à partir du soleil[6]